# 隘口石牌坊
隘口石牌坊位於四川省珙縣底硐鎮玉和鄉隘口村，文物遺址年代判定為清。1991年4月16日公佈為四川省第三批文物保護單位。2006年5月25日列為第六批全國重點文物保護單位。

## 簡介[3]
牌坊建於清道光二十八年(1848年)，歷經三年半始成，是當地貢生謝正業為其母建立的貞節牌坊，現保存完整。牌坊坐北向南，石質仿木結構，三重檐歇山式頂，通高17米，四柱之門，寬11.3米。其頂脊正中豎龍飾寶鼎，第一、二檐脊各飾瑞獸翹首昂寶鼎，作欲跳狀。三檐12鰲尖由下往上，層層內收，向空飛舞，與之相應，每檐下均刻有如意斗拱。坊南面，第三層檐下置龕，中刻「聖旨」二字，龕周圍浮雕牡丹、雲紋。龕座下刻負重二力士及龜，周圍刻綬帶相繞。明間橫額浮雕「二十四孝」故事，有「哭竹」「張口娛母」等。下置匾，上書刻「不負所天」。左右次間橫額各刻有戲劇故事2幅。左次間，上幅人物1男2女，下幅人物7個，中間一組為《奏事圖》，一人戴冠著袍端坐案頭，案前2人作跪地狀。右次間，上幅人物亦為1男2女，下幅人物10人，中間一幅也是1人戴冠端坐案頭，側旁為侍從，前1人捧手奏事。明間、次問柱上刻楹聯。次問為「兩字榮褒光日月」，「千秋正氣撼神天」。坊北面第三層檐下置龕，中書「聖旨」二字，龕周裝飾與坊南面同。橫額浮雕「臥冰」等二十四孝故事。坊匾刻「榮增華衰」四字。左右次間橫額刻戲劇人物故事，內容與坊南面同。明間石柱楹聯「誓欲捐軀，但念半齡孤子在」，「心懷養志，能分士哀老親憂」。坊4柱均有蓮花抱鼓護座8個。上雕麒麟、青獅、白象鎮獸。坊次問柱上各豎石屏一幅，南北分刻菊、竹、梅、蘭，並配以詩文。菊屏為「半籬書影繞山房，老圃容獨傲雪霜；紅樹綠蔭空寂寞，偏從晚節有餘香。」坊西北存有碑一通，高2.7米、寬1.4米，廊殿式單檐碑頂，上刻詩文四首，清晰可識。